# 紀元前259年
紀元前259年（きげんぜん259ねん）は、ローマ暦の年である。
当時は、「ルキウス・コルネリウス・スキピオとガイウス・アクィッリウス・フロルスが共和政ローマ執政官に就任した年」として知られていた（もしくは、それほど使われてはいないが、ローマ建国紀元495年）。紀年法として西暦（キリスト紀元）がヨーロッパで広く普及した中世時代初期以降、この年は紀元前259年と表記されるのが一般的となった。

## 他の紀年法
- 干支 : 壬寅
- 日本
  - 皇紀402年
  - 孝霊天皇32年
- 中国
  - 周 - 赧王56年
  - 秦 - 昭襄王48年
  - 楚 - 考烈王4年
  - 斉 - 斉王建6年
  - 燕 - 武成王13年
  - 趙 - 孝成王7年
  - 魏 - 安釐王18年
  - 韓 - 桓恵王14年
- 朝鮮 :
- ベトナム :
- 仏滅紀元 : 288年
- ユダヤ暦 :

## できごと

### セレウコス朝
- セレウコス朝の王アンティオコス2世は、父が失った土地を奪還するため、プトレマイオス2世に対し、第二次シリア戦争を開始した。アンティオコス2世は、同様にプトレマイオス2世による侵攻を受けていたマケドニアのアンティゴノス2世を味方につけた。

### シチリア
- ハミルカル（英語版）に率いられたカルタゴ軍は、シチリアでローマ軍に反撃し、エンナを占領した。ハミルカルはシラクサまで南下を続け、シラクサがカルタゴ側に戻るよう説得を行った。

### 中国
- 秦の白起は軍を三分し、王齕が趙の武安・皮牢を攻め落とし、司馬梗が北方の太原を平定して、上党の地を全て占領した。
- 秦の昭襄王は、応侯范雎の意見を容れて、韓が垣雍を、趙が6城を秦に割譲することで講和に応じることとした。
- 趙の孝成王は、虞卿の意見を容れて、斉に6城を割譲した。秦のために趙で工作していた楼緩が逃亡した。
- 秦の昭襄王は丞相の范雎の仇である魏斉が趙の平原君のもとにいると知ると、孝成王に圧力をかけて平原君の邸を包囲させた。魏斉は虞卿とともに魏の信陵君の庇護を求めた。信陵君が受け入れを躊躇っているうちに魏斉は自殺した。

## 誕生
- 始皇帝[1]